# Accademia degli Infiammati
L'Accademia degli Infiammati fu un'accademia attiva a Padova nel XVI secolo dalla fondazione avvenuta nel 1540 e il suo scioglimento deciso nel 1550. L'Accademia è stata poi rifondata nel 2025.

## Storia
L'Accademia degli Infiammati fu fondata a Padova il 6 giugno 1540 da Leone Orsini, signore di Monterotondo e vescovo di Fréjus, Ugolino Martelli, e da Daniele Barbaro. Il nome «Infiammati» alludeva all'impresa di Ercole avvolto dalle fiamme sul monte Oeta, col motto: Arso il mortale, al ciel n'andrà l'eterno. L'accademia si proponeva di stabilire la «vera et natural idea» di scrivere «compiutamente», in prosa e versi in volgare, su argomenti filosofici e letterari.
Non è noto lo statuto dell'accademia; si sa che ebbe censori, un sindaco, e un cancelliere. Primo principe fu Leone Orsini, a cui successe Giovanni Corner e poi Galeazzo Gonzaga, Alessandro Piccolomini e nel 1542 Sperone Speroni. Alla sua attività parteciparono anche il Tomitano, il Sansovino, il Bembo, Marco Mantova Benavides, Luigi Alamanni, Benedetto Varchi, Pietro Aretino, Lazzaro Bonamico, Ludovico Dolce. Anche Torquato Tasso collaborò con l'Accademia.
L'Accademia è stata infine rifondata ufficialmente nel 2025, sempre il 6 giugno, per opera di un gruppo di studiosi e appassionati, di provenienze professionali diverse (medici, psicologi, giuristi, ingegneri, informatici ed altri), volonterosi di ridare alla città di Padova la propria prestigiosa istituzione rinascimentale. L'Accademia riprende così la sua attività, fondandosi idealmente su un nuovo "Manifesto" che richiama lo spirito cinquecentesco di scoperta scientifica (attualizzata al ventunesimo secolo), innovazione e divulgazione che permeava la vita culturale della città patavina nel '500.